# Charlie Dominici
Charlie Dominici (New York, 1951. június 16. – 2023. november 17.)  amerikai énekes, aki a progresszív metal együttes Dream Theater énekeseként vált ismertté, amelynek 1987-től 1990-ig volt tagja. 2007 óta saját zenekarával koncertezett és készített albumokat.

## Zenei karrierje
Első szólóalbuma Billy and Charles címmel jelent meg 1969-ben, majd a hetvenes évek végén alapító tagja volt a Franke and the Knockouts nevű együttesnek, amelyben később Tico Torres, a Bon Jovi dobosa is játszott.
1987-ben csatlakozott a Dream Theaterhez. A feltörekvő progresszív metal együttes a következő évben lemezszerződést kötött a Mechanic Records-szal és felvették bemutatkozó albumukat, amely When Dream and Day Unite címmel jelent meg 1989 márciusában. A lemezre került dalok közül a "Status Seeker" és az Afterlife dalszövegét írta Charlie. A lemez megjelenése és néhány koncert után a többieknél jóval idősebb Dominicit kirakták a Dream Theaterből zenei különbségekre hivatkozva. Tény, hogy Dominici korábban mindig AOR stílusban zenélt.
A Dream Theaterből való távozása után Dominici visszavonult a zenei világtól. Legközelebb 2004-ben állt a nyilvánosság elé, amikor a When Dream and Day Unite album megjelenésének 15 éves jubileuma alkalmából adott Dream Theater koncerten vendégként szerepelt a "To Live Forever" és a "Metropolis Pt. 1" dalokban, duettet énekelve James LaBrie-vel. Ebben az időben Dominici már a visszatérésre készült és javában írta az O3 Trilógia első részét.
Az O3 Trilógia első része gyakorlatilag egy Charlie Dominici szólóalbum, mivel teljesen egyedül játszotta és énekelte fel a lemez akusztikus, prog rock dalait. A koncertalbum sikerén felbuzdulva összehozta zenekarát Dominici néven, majd a következő években elkészítették a trilógia folytatásait. A stílus ekkor már egyértelműen progresszív metal volt.
2007-ben a Dream Theater budapesti koncertjének előzenekara Dominici együttese volt.

## Diszkográfia
- Billy and Charles (1969)
- Franke and the Knockouts (1981)
- When Dream and Day Unite (1989)
- O3: A Trilogy – Part 1 (2005)
- O3: A Trilogy – Part 2 (2007)
- O3: A Trilogy – Part 3 (2008)

## További információ
- Charlie Dominici a Facebookon
- Charlie Dominici az Internet Movie Database-ben (angolul)